# Igreja de São Francisco da Prainha
A Igreja de São Francisco da Prainha é uma igreja situada no bairro da Saúde, na Zona Central da cidade do Rio de Janeiro. Localiza-se na Rua Sacadura Cabral, próximo ao Largo de São Francisco da Prainha e ao pé do Morro da Conceição. É de estilo barroco jesuíta.
Erguida em 1696, foi reaberta em 7 de julho de 2015 após ser reformada. A reforma da igreja foi feita no âmbito do Porto Maravilha, uma operação urbana que visa revitalizar a Zona Portuária do Rio de Janeiro. É tombada pelo Instituto do Patrimônio Histórico e Artístico Nacional (IPHAN) como monumento artístico.
A igreja recebeu seu nome em homenagem a São Francisco de Assis, patrono dos animais e do meio ambiente. Nascido em 1182 na cidade italiana de Assis, foi canonizado pelo Papa Gregório IX em 1228. No dia de São Francisco, 4 de outubro, são celebradas várias missas especiais na igreja, além de ser realizada uma grande festa que atrai muitos devotos.

## História
A igreja foi erguida em 1696 a pedido do Padre Francisco da Motta. No ano de 1704, a edificação foi doada em testamento para a Ordem Terceira de São Francisco da Penitência, atualmente denominada Ordem Franciscana Secular.
Em 1711, durante a Invasão Francesa à cidade do Rio de Janeiro, as tropas comandadas por Jean-François Duclerc ficaram encurraladas entre a capela da igreja e um trapiche, onde era armazenado o açúcar que chegava ao Porto do Rio de Janeiro. A fim de provocar a rendição do inimigo, o governador e capitão-geral da Capitania do Rio de Janeiro, Francisco de Castro Morais, ordenou o incêndio tanto da igreja quanto do trapiche, que ficaram em ruínas durante alguns anos.
A reconstrução da igreja foi iniciada no dia 4 de novembro de 1738, sendo concluída dois anos depois, em 1740. Neste período, a igreja ganhou contornos barrocos, presentes na edificação até hoje. Em 1910, a igreja passou por uma reforma, onde foram implantadas características góticas no interior do templo. Devido ao seu valor histórico, a igreja foi tombada em 1938 pelo Instituto do Patrimônio Histórico e Artístico Nacional (IPHAN).
No ano de 2004, o templo religioso foi interditado pela Defesa Civil devido a problemas de conservação. Na época, o reboco da fachada e dos cômodos estava caindo em vários pontos, as esquadrias em madeira estavam deterioradas e o teto corria o risco de ruir. Em 2013, a Companhia de Desenvolvimento Urbano da Região do Porto do Rio de Janeiro (CDURP) contratou a empresa Biapó para recuperar o prédio. No dia 7 de julho de 2015, a igreja foi reaberta após quase 12 anos fechada. A missa solene de reinauguração foi celebrada pelo arcebispo da cidade do Rio de Janeiro, cardeal Dom Orani João Tempesta, e teve a participação do então prefeito carioca Eduardo Paes.